# Horloge Collin de Notre-Dame de Paris
 (février 2021).
L'horloge Collin de Notre-Dame de Paris a été installée en 1867 dans la cathédrale Notre-Dame de Paris. Elle a été détruite lors de l'incendie du 15 avril 2019.

## Historique

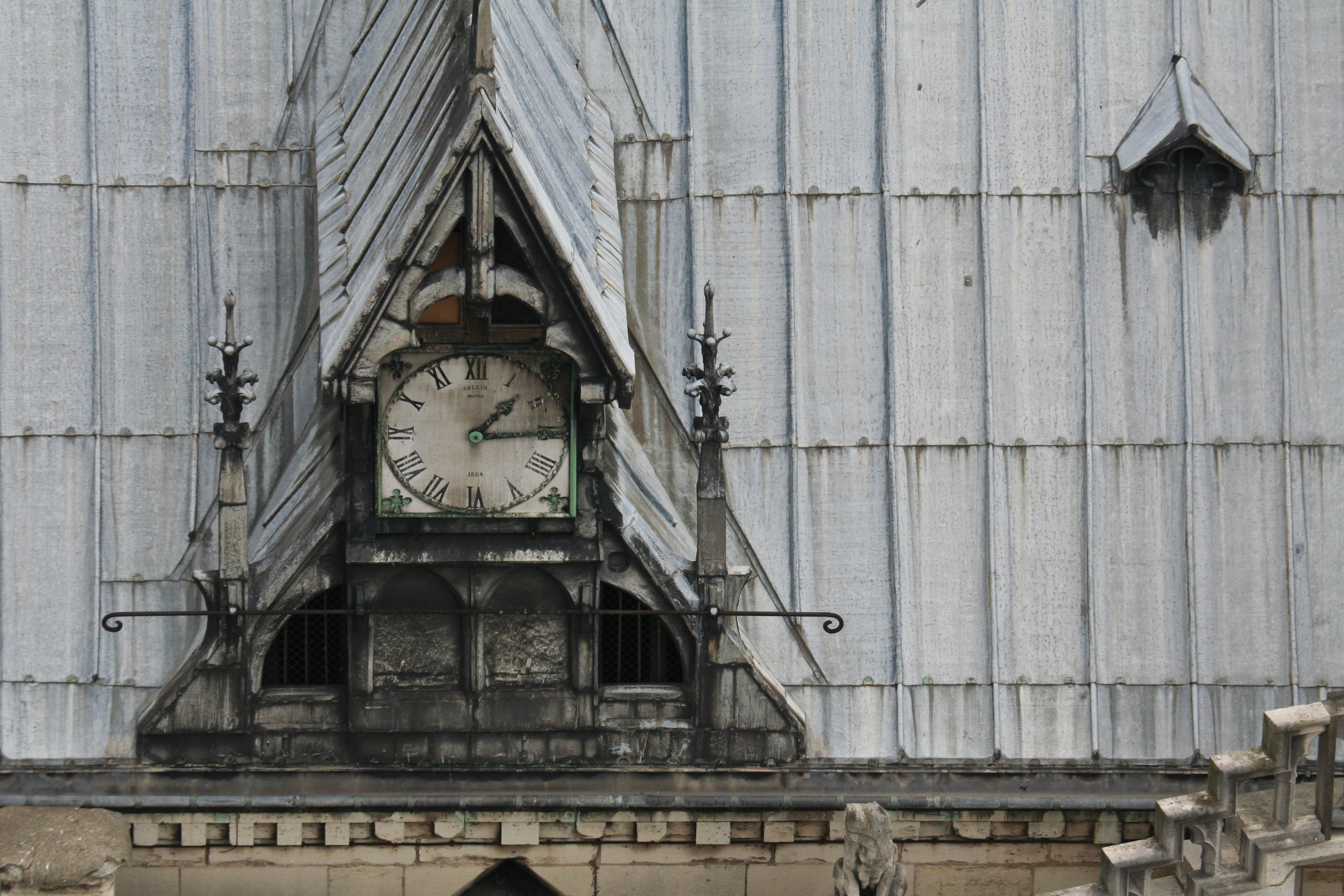
Un des quatre cadrants de l'horloge (2009)

L'horloge Collin de Notre-Dame de Paris, détruite pendant l'incendie du 15 avril 2019, a été installée par la maison Collin-Wagner en 1867,. L'horloge Collin est une horloge à trois corps de rouages. Elle sonnait les quarts et les heures sur trois cloches se trouvant dans la flèche de la cathédrale et trois au niveau de l'oculus de la croisée du transept.
Cette horloge est similaire, mais non identique, à plusieurs autres horloges, notamment celles des églises de la Trinité et Saint-Augustin à Paris.
L'horloge a été dernièrement entretenue par Joël Robineau, puis par Olivier Chandez.

## Reconstruction de l'horloge
Plusieurs projets de reconstruction de l'horloge ont été lancés dès 2019, notamment par Jean-Baptiste Viot. Un modèle 3D de l'horloge a été réalisé en 2020 sur la base de relevés effectués en 2016.